# Inquisizione medievale

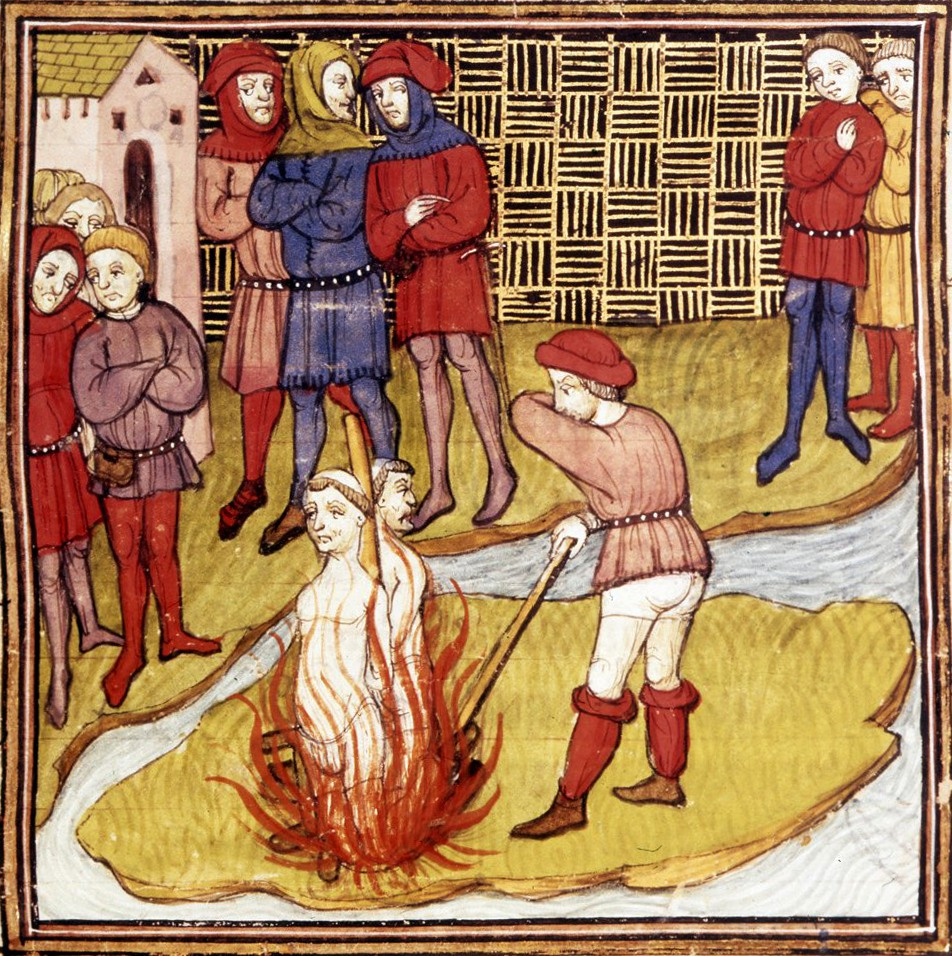
Templari condannati al rogo dall'Inquisizione, da Chroniques de France ou de St Denis

Con l'espressione Inquisizione medievale si fa riferimento a quel periodo della più generale storia dell'Inquisizione che va dal 1179 (o 1184) fino alla metà del XVI secolo. Al suo interno si distingue una prima fase detta Inquisizione vescovile (1184-1231) e una seconda detta Inquisizione legatina o pontificia.

## Origine del termine e compiti specifici del Tribunale
Il termine inquisizione deriva dal verbo latino inquirere, che significa investigare, indagare. Il tribunale dell'Inquisizione conduceva infatti le indagini volte ad accertare l'eresia e, scopertala, aveva il compito di tentare con tutti i mezzi (compresa la tortura) di convincere l'indagato ad abiurare, cioè a ritrattare. Quando non era in grado di ottenere l'abiura, dichiarava la propria incapacità e rimetteva l'indagato a un tribunale civile.
I tribunali dell'Inquisizione, per definizione, potevano sottoporre a processo solo i fedeli cristiani, e quindi ne erano formalmente esclusi i non battezzati (quindi, ad esempio, ebrei e musulmani). Questa inquisizione si occupò prevalentemente dell'eresia catara e della valdese e può considerarsi conclusa alla metà del Trecento.

## Primi provvedimenti

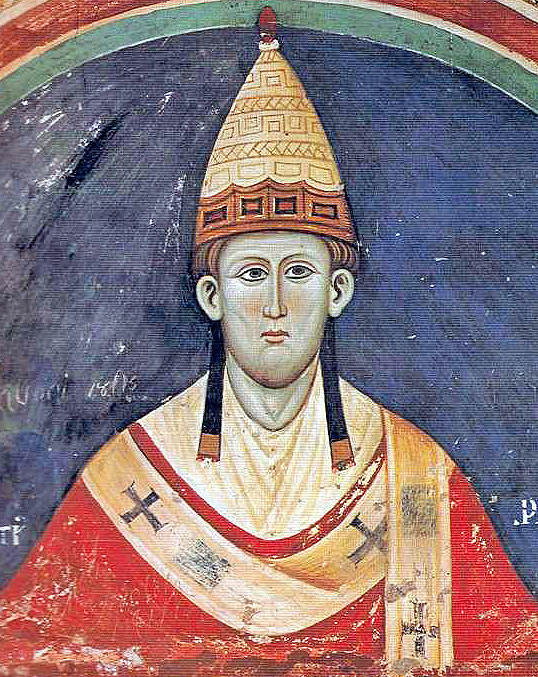
Papa Innocenzo III, affresco presso l'abbazia di Subiaco

Nel 1179 il concilio Lateranense III indetto da papa Alessandro III stabilì regole precise tese a evitare ulteriori scismi; dopo che a Roma si erano susseguiti un numero considerevole di antipapi. Tra gli altri provvedimenti che stabilivano regole, ad esempio, per la validità dell'elezione papale e per la disciplina dei provvedimenti adottati dagli antipapi, il canone 27 dettava regole chiare per contrastare l'eresia.
Il principio, assolutamente nuovo nella storia del Cristianesimo, fu che la Chiesa riconosceva l'utilità delle leggi dei principi e delle punizioni corporali nella lotta contro l'eresia. I Catari, inoltre, accusati di eresia, venivano messi sullo stesso piano delle bande brigantesche che infestavano l'Europa in quel momento e sia contro gli uni che contro gli altri veniva bandita una vera e propria crociata.
Per quanto riguarda Brabanti, Aragonesi, Navarresi, Baschi, Coterelli e Triaverdini, che praticano così tante crudeltà sopra i Cristiani che non rispettano né chiese né monasteri, e non risparmiano vedove, né orfani, vecchi o giovani, nessuna età e nessun sesso, ma come pagani distruggono e devastano ogni cosa, noi ugualmente decretiamo che chi li accoglie, li ospita o li aiuta, nei distretti in cui infieriscono, sarà denunciato pubblicamente la domenica e gli altri giorni solenni nelle chiese, sarà soggetto in ogni modo alle stesse sentenze e penalità dei sopraddetti eretici e non sarà ricevuto nella comunione della Chiesa fin quando non avrà abiurato la sua perniciosa società ed eresia.
Per tutto il tempo in cui persisteranno nella loro malvagità, tutti coloro che sono legati a loro da qualsiasi vincolo sappiano che sono liberi da ogni obbligo di lealtà, omaggio o obbedienza di qualsiasi tipo.
Ammoniamo loro e ogni fedele, per la remissione dei peccati, che si oppongano a questo flagello con tutto il loro potere e proteggano con le armi il popolo cristiano contro di essi. I loro beni siano confiscati e i principi liberi di assoggettarli in schiavitù. Coloro i quali, con vera contrizione per i loro peccati, moriranno in tale conflitto, senza dubbio riceveranno il perdono dei loro peccati e il frutto di un'eterna ricompensa. Noi inoltre, confidando nella misericordia di Dio e nell'autorità dei santi apostoli Pietro e Paolo, concediamo ai fedeli Cristiani che prenderanno le armi contro di essi, e a chi, su consiglio dei vescovi o degli altri prelati cercherà di condurli fuori, una remissione di due anni della penitenza imposta loro, o, se il loro servizio sarà più lungo, noi confidiamo nella discrezione dei vescovi, ai quali questo compito è stato affidato, di concedere indulgenze, secondo il loro giudizio, in proporzione al grado del loro tributo.
Ordiniamo che a chi rifiuterà di obbedire all'esortazione dei vescovi in questa faccenda non sia permesso di ricevere il corpo e il sangue del Signore. Al contrario riceviamo sotto la protezione della chiesa, come facciamo per chi visita il sepolcro del Signore, quelli che, accesi dalla loro fede avranno preso su di sé il compito di condurre fuori questi eretici, e decretiamo che essi rimangano indisturbati da ogni inquietudine, sia per i loro beni sia per la loro persona. Se qualcuno presume di molestarli, incorrerà nella sentenza di scomunica da parte del vescovo del luogo. Si faccia in modo che la sentenza sia osservata da tutti finché ciò che è stato portato via non sia reintegrato e sia stata data un'appropriata soddisfazione per la perdita subita. I vescovi e i sacerdoti che non contrasteranno abbastanza gli errori saranno puniti con la perdita del loro ufficio finché non otterranno il perdono della sede apostolica.»
(Canone 27 del concilio Laterano III)
Per il momento nessun provvedimento venne preso contro i Valdesi che si erano recati a Roma per chiedere di essere riconosciuti come predicatori della Parola.

## Inquisizione vescovile
Papa Lucio III con il decreto Ad abolendam (1184) stabilì il principio - sconosciuto al diritto romano - che si potesse formulare un'accusa di eresia e iniziare un processo a carico di qualcuno anche in assenza di testimoni attendibili.
In questo decreto il Papa dichiarava, tra l'altro:
Con il decreto, stavolta, si scomunicavano anche i valdesi.
La novità nella lotta all'eresia stabilita dal decreto consistette proprio in quest'obbligo dei vescovi di mettersi alla ricerca (inquisizione, appunto) degli eretici. Dalle origini del Cristianesimo fino a quel momento, infatti, i vescovi si erano limitati a occuparsi dei problemi che via via emergevano. Eventualmente, riuniti in sinodi, avevano condannato le proposizioni ereticali e comminato la scomunica. Da questo momento, invece, il vescovo doveva esplicitamente andare alla ricerca dell'eretico e sottoporlo a processo.
In questo decreto si prevedeva l'obbligo di rivelare all'imputato il nome degli accusatori.
Questa pratica venne però presto corretta perché non era infrequente che i testimoni venissero trovati e uccisi prima del processo. Dato che la ricerca degli eretici (l'Inquisizione) era affidata ai vescovi locali si parla, per questo periodo e fino al 1231, di Inquisizione vescovile.
Nel 1209 fu indetta la crociata contro gli Albigesi. Successivamente, nel 1215, il concilio Laterano IV ribadì la condanna di ogni devianza - teologica, morale o di costume - dal canone religioso dominante, dando vita all'istituzione di procedure d'ufficio. Si poteva, cioè, instaurare un processo sulla base di semplici sospetti o delazioni.

## La trascrizione dei processi
Fin da queste prime fasi i tribunali inquisitoriali introdussero una novità: la presenza di un notaio con il compito di trascrivere l'intero processo.
I processi venivano normalmente trascritti in latino, la lingua ufficiale della Chiesa, mentre gli interrogatori erano condotti in lingua volgare.
L'uso di trascrivere i processi si è rivelato fondamentale per gli storici moderni. Infatti il materiale prodotto dai tribunali inquisitoriali ha permesso di ricostruire l'andamento dei processi con una precisione impossibile nella storia del diritto prima di allora.

## Nomina dei primi inquisitori permanenti. Inquisizione legatina (o pontificia)

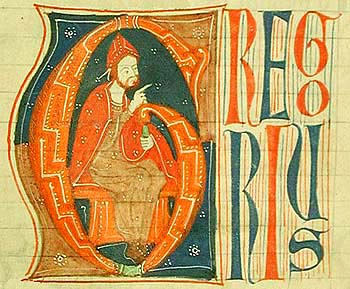
Papa Gregorio IX in un manoscritto medievale

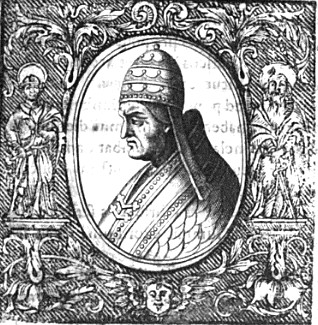
Innocenzo IV in un'incisione settecentesca

Nel 1231 papa Gregorio IX affidò il compito dell'Inquisizione a dei giudici nominati e inviati da lui stesso che avevano, tra l'altro, il potere di deporre il vescovo qualora riscontrassero inefficienze nel suo operato (sembra che alcuni vescovi fossero sospettati essi stessi di eresia).
Dato che l'ufficio di Inquisitore era ricoperto dai legati del Papa, da questo momento, e per tutto il Medioevo, si parla di Inquisizione legatina o pontificia.
L'incarico di giudice inquisitore fu inizialmente affidato a membri dell'ordine cistercense e poi a frati Domenicani e Francescani.
Il concilio regionale di Narbona (1235) stabilì il principio che la condanna doveva essere pronunciata esclusivamente alla presenza di prove irrefutabili perché era meglio assolvere un colpevole che condannare un innocente.
Pietro da Verona, inquisitore pontificio in Lombardia, fu ucciso il 6 aprile 1252 da un gruppo di eretici.
Lo stesso anno, il 15 maggio 1252 fu introdotta la possibilità della tortura negli interrogatori, con la bolla Ad extirpanda di papa Innocenzo IV.

## La tortura nell'Inquisizione medievale
Già nell'886 papa Nicola I aveva dichiarato che la tortura non era ammessa né per le leggi umane né per le leggi divine, perché la confessione deve essere spontanea e nel XII secolo il decreto di Graziano aveva ripetuto la condanna di questo metodo.
Dal XIII secolo (sembra a seguito della riscoperta del diritto romano) la tortura era stata reintrodotta nella giustizia civile ed era poi passata alla giurisdizione ecclesiastica. Innocenzo IV autorizzò l'uso di metodi coercitivi per ottenere la confessione, tra cui il prolungamento della prigionia, la privazione degli alimenti e, in ultima istanza, la tortura, tuttavia lo fece a condizioni ben precise, non previste nei tribunali civili del tempo: la vittima non doveva correre il rischio né della mutilazione né della morte, prima di usare la tortura l'inquisitore doveva chiedere l'approvazione del vescovo locale, la confessione ottenuta con la tortura o in cospectu tormentorum (alla vista degli strumenti di tortura) non era valida a fini processuali, ma doveva essere ripetuta sponte non vi, spontaneamente non con la violenza.
Il torturatore non poteva essere lo stesso giudice (ecclesia abhorret a sanguine), ma un laico. La tortura non poteva essere usata arbitrariamente, ma solo se l'accusato si fosse contraddetto durante gli interrogatori o, al di là della sua professione di innocenza, vi fossero gravissimi indizi a suo carico. Il metodo più usato dagli inquisitori sembra siano stati i tratti di corda: l'imputato, con le mani legate dietro la schiena veniva sollevato più volte in aria con un sistema di carrucole e poi fatto cadere.
La frase tipica che da questo momento si trova nelle minute degli interrogatori è confessionem esse veram, non factam vi tormentorum (la confessione è valida, non resa sotto la violenza della tortura). Altre volte si trova l'espressione postquam depositus fuit de tormento (dopodiché fu rilasciato dalla tortura). Il fatto che negli archivi si trovino questo tipo di informazioni alquanto scarne ha fatto nascere una disputa fra gli studiosi. Infatti alcuni storici ritengono che si debba prendere alla lettera quanto si trova nei documenti e dedurne che la pratica della tortura non era comunemente praticata, ma utilizzata solo in casi eccezionali.
Secondo, ad esempio, R. Lanzilli, l'utilizzo della tortura cadde in disuso già a partire dal XIV secolo. Per esempio a Tolosa, fra il 1309 e il 1323 furono emanate 636 sentenze inquisitoriali, ma la tortura fu utilizzata solo una volta, cioè nello 0,2% dei casi; a Valencia, su 2.354 processi celebrati fra il 1478 e il 1530 si utilizzò la tortura solo 12 volte, cioè nello 0,5% dei casi.
Altri studiosi ritengono, invece, che anche quando i verbali degli interrogatori usano l'espressione confessionem esse veram non factam vi tormentorum non si può escludere che la tortura sia stata praticata. Con questa frase i verbali si riferirebbero alla seconda confessione, quella resa spontaneamente.
Al di là delle diverse interpretazioni dei documenti, pare che comunque gli stessi inquisitori non ne fossero particolarmente entusiasti. Bernardo Gui, inquisitore generale di Tolosa, nel suo manuale per inquisitori, scriveva
Questo per due motivi:
1. poteva accadere che non fosse possibile ottenere la conferma spontanea della confessione rilasciata sotto tortura e l'intero processo risultasse vanificato;
2. se l'inquisitore decideva di usare la tortura ma l'imputato non confessava, era costretto a proscioglierlo.

## Le giurie popolari
Nel 1254 venne ufficializzata la presenza di una giuria di boni viri (uomini di provati costumi morali), da 30 ai 100 a seconda dei casi, che aveva il compito di leggere l'incartamento relativo al processo (che veniva però trasmesso senza l'indicazione del nome dell'imputato) e suggerire all'inquisitore la sentenza. La responsabilità della sentenza rimaneva dell'inquisitore ma, a quanto risulta dai verbali, nella stragrande maggioranza dei casi l'inquisitore confermava il parere della giuria.
Papa Alessandro IV nel 1261 ufficializzò la possibilità di servirsi di eretici come testimoni nei processi inquisitoriali. Può sembrare una contraddizione, ma dato che le riunioni di chi fosse sospettato di eresia spesso avvenivano in segreto, solo chi aveva assistito a dette riunioni poteva essere considerato testimone attendibile.

## Procedura
Il processo dell'Inquisizione prese corpo nel tempo con diversi provvedimenti papali e inoltre, contrariamente a quello che avvenne con la creazione della Congregazione del Sant'Uffizio, durante il Medioevo non ci fu un organo sovrano, ma semmai un indirizzo unico stabilito dal papa.
Tuttavia, al di là delle differenze temporali e geografiche si può tentare di ricostruire il funzionamento tipico di un procedimento inquisitoriale.

### Prima fase: l'inchiesta
L'inquisitore, giunto in un luogo in cui si sospettava abitassero eretici, si presentava al vescovo locale. Con il permesso di quest'ultimo convocava il popolo, davanti al quale teneva una predica in cui esponeva il punto di vista della Chiesa sui contenuti della fede ritenuti confusi in quell'ambiente e quindi passava a mostrare la falsità delle proposizioni eretiche lì sostenute.
A questo punto pubblicava due diversi editti: l'editto di grazia con cui si concedeva, appunto, la grazia a chi si fosse spontaneamente denunciato all'inquisitore entro un determinato lasso di tempo (in genere dai 15 ai 30 giorni), e l'editto di fede con cui si obbligava chiunque fosse a conoscenza dell'esistenza di un eretico a denunciarlo all'inquisitore pena essere considerato correo.
Chi era sospettato di eresia, ma non si presentava all'inquisitore, era oggetto di una citazione individuale per il tramite del curato del luogo (era l'inizio del processo a suo carico).
Chi si rifiutava di comparire veniva scomunicato.

### Seconda fase: il processo
L'imputato veniva arrestato, ma non necessariamente trascorreva in prigione tutto il tempo del processo. Poteva infatti essere rilasciato sulla parola, su cauzione, presentare dei testimoni a garanzia che si sarebbe presentato all'inquisitore. L'imputato non aveva il diritto di conoscere né i capi d'accusa né i testimoni contro di lui fino a processo iniziato, tuttavia aveva il diritto di stilare un elenco di nomi di persone che, secondo lui, avrebbero potuto volere il suo male.
Se sulla lista così compilata comparivano gli accusatori, il processo veniva sospeso, l'imputato rilasciato e all'accusatore veniva inflitta la pena prevista per quella tipologia di reato. A dibattimento iniziato gli imputati potevano ancora ricusare i testimoni se avessero dimostrato che questi avevano motivo di essere malevoli nei loro confronti.
A sua volta l'inquisitore non poteva giudicare un imputato se costui in passato gli avesse nociuto. All'accusato venivano sequestrati tutti i beni, sia per provvedere alle spese del processo, sia per l'eventuale mantenimento in carcere dello stesso accusato.
Il processo si componeva di una serie di interrogatori in cui l'imputato si limitava a rispondere alle domande del giudice; non esistevano controinterrogatori.

### Gli avvocati difensori
Al processo assisteva un avvocato difensore, ma con funzioni decisamente diverse da quelle che ci aspetteremmo noi moderni. Il suo compito, infatti, non consisteva nella difesa dell'imputato davanti ai giudici, ma nel tentativo di convincere l'accusato a dichiararsi colpevole (per avere il minimo della pena o l'assoluzione) e assisterlo nelle questioni procedurali. 
Sembra peraltro che questa figura non compaia spesso ai processi per due ordini di ragioni:
1. era un ufficio gratuito;
2. se l'accusato fosse stato riconosciuto colpevole l'avvocato non avrebbe più potuto esercitare.

### Penitenze e pene

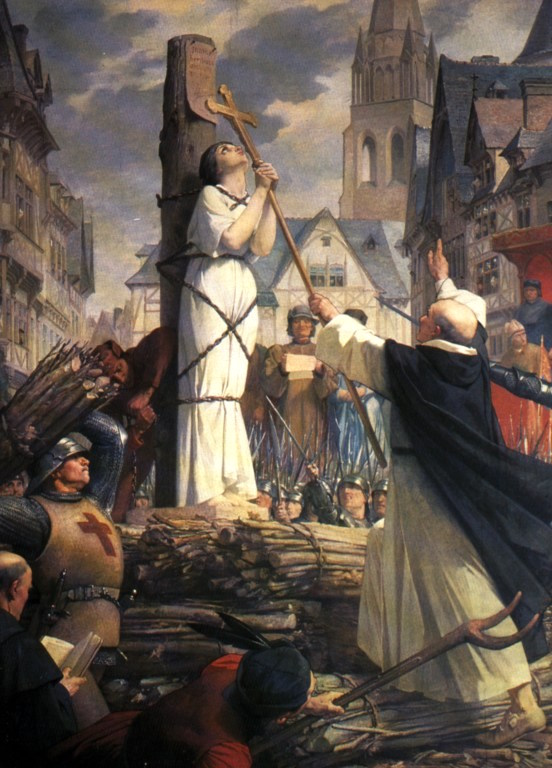
Jules Eugène Lenepveu, Giovanna d'Arco sul rogo, Pantheon di Parigi (1889).

Chi si presentava all'inquisitore entro il termine previsto dall'editto di grazia veniva in genere condannato a un pellegrinaggio.
Per chi invece arrivava al processo si profilavano due strade diverse:
1. Se confessava durante gli interrogatori, veniva perdonato e gli si infliggevano penitenze, in genere recite di preghiere per un certo periodo di tempo, pellegrinaggi, offerte per i poveri. Un'altra punizione tipica era portare signa super vestem (cioè dei simboli di stoffa cuciti sopra i vestiti): gli eretici mitre e rose gialle, i sacrileghi delle ostie, i falsi accusatori due lingue di panno rosso, simbolo della doppiezza.
2. Quando invece l'eretico persisteva nella sua posizione, allora l'inquisitore dichiarava la propria incapacità e lo affidava ai giudici dei tribunali civili.

In questo caso la condanna poteva essere la privazione della libertà per un certo periodo di tempo, la fustigazione pubblica, la confisca dei beni o, nei casi più gravi, la pena di morte.
La prigione era di due tipi: il muro largo, da scontare a casa propria o all'interno di un monastero o di un convento e il muro stretto, cioè la reclusione nel senso moderno del termine. I prigionieri potevano ricevere visite, ma il muro stretto poteva essere mutato in carcer strictissimus (carcere duro) il condannato messo in pace, espressione forbita per indicare che veniva messo in catene a pane e acqua e privato di ogni contatto.
Le penitenze potevano essere mitigate o annullate in seguito. Alcuni condannati furono, ad esempio, liberati per assistere parenti malati fino alla guarigione o alla loro morte. Al contrario, pene più severe erano previste per i relapsi; coloro che erano ricaduti nell'errore.
Per quanto riguarda l'utilizzo della pena di morte, non esistono studi accurati sulla totalità dei documenti. È stato però osservato che nella seconda metà del XIII secolo, a Tolosa, le condanne a morte furono in ragione dell'1% delle sentenze emesse.
Bisogna precisare, che a rigore, l'Inquisizione non poteva condannare né al carcere né, tantomeno, a morte, dato che le punizioni corporali erano di competenza della magistratura civile e venivano decise sulla base delle legislazioni dei singoli stati e non del diritto canonico. Tuttavia il rapporto fra potere spirituale e potere temporale era così stretto che una condanna dell'inquisitore si sarebbe certamente tramutata nella corrispettiva condanna civile.

### Terza fase: Pronuncia del giudizio
La punizione dell'eresia non era un fatto privato, ma un avvenimento pubblico. Le sentenze dell'Inquisizione erano pronunciate in una cerimonia ufficiale, alla presenza delle autorità civili e religiose. Questa cerimonia aveva la funzione di evidenziare, simbolicamente, la restaurazione dell'equilibrio sociale e religioso e il ritorno dell'eretico in seno alla Chiesa. Era dunque un atto di fede pubblico, cioè il significato letterale dell'espressione autodafé.
La cerimonia prevedeva un sermone dell'inquisitore, chiamato sermo generalis (sermone generale). Le autorità civili presenti giuravano fedeltà alla Chiesa e s'impegnavano a prestare la loro assistenza nella lotta contro l'eresia.
Subito dopo c'era la lettura del verdetto, cioè, come si è visto sopra, a seconda dei casi: assoluzione, penitenze, pene corporali o addirittura la pena di morte. In quest'ultimo caso l'inquisitore pronunciava la formula solenne:
A questo punto la cerimonia era conclusa e, con essa, anche il processo.

## Ambito di operatività
L'Inquisizione pontificia operò soprattutto nel sud della Francia e nel nord Italia, cioè nelle due aree dov'erano maggiormente presenti catari e valdesi. In Spagna fu presente nel regno di Aragona, ma non nel regno di Castiglia. Nel resto d'Europa non sembra abbia avuto una particolare virulenza, anche se si estese alla Germania, dove sarà fatta propria dai riformisti di Lutero e in Scandinavia.
La sua esperienza può dirsi conclusa alla metà del XIV secolo, cioè alla scomparsa del movimento cataro (il movimento valdese, invece, è sopravvissuto, ha successivamente aderito alla riforma protestante ed è ancora oggi presente in Italia).
Il suo ambito di competenza erano soltanto i battezzati, e quindi erano formalmente esclusi ebrei e musulmani.
A volte gli inquisitori finivano inquisiti. Fu questo, ad esempio, il caso di Roberto il Bulgaro, inquisitore generale di Francia. Denunciato per i suoi metodi eccessivamente severi, fu processato dal papa e condannato al carcere a vita.

## Opere
- Santa Sede Inquisizione, Acta S. Officii Bononie ab anno 1291 usque ad annum 1310. 1, Fonti per la storia d'Italia 106, Roma, Istituto storico italiano per il Medio Evo Roma, 1982. URL consultato il 22 aprile 2015.

- Santa Sede Inquisizione, Acta S. Officii Bononie ab anno 1291 usque ad annum 1310. 2, Fonti per la storia d'Italia 106, Roma, Istituto storico italiano per il Medio Evo Roma, 1982. URL consultato il 22 aprile 2015.

- Santa Sede Inquisizione, Acta S. Officii Bononie ab anno 1291 usque ad annum 1310. Indici, Fonti per la storia d'Italia 106, Roma, Istituto storico italiano per il Medio Evo Roma, 1984. URL consultato il 22 aprile 2015.